# Kanada i olympiska vinterspelen 1992
Kanada deltog med 108 deltagare vid de olympiska vinterspelen 1992 i Albertville. Totalt vann de två guldmedaljer, tre silvermedaljer och två bronsmedaljer.

## Medaljer

### Guld
- Angela Cutrone, Sylvie Daigle, Nathalie Lambert och Annie Perreault - Short track, 3000 meter stafett.
- Kerrin Lee-Gartner - Alpin skidåkning, störtlopp.

### Silver
- Frédéric Blackburn - Short track, 1 000 meter.
- Frédéric Blackburn, Laurent Daignault, Michel Daignault, Sylvain Gagnon och Mark Lackie - Short track, 5000 meter stafett.
- Dave Archibald, Todd Brost, Sean Burke, Kevin Dahl, Curt Giles, Dave Hannan, Gord Hynes, Fabian Joseph, Joé Juneau, Trevor Kidd, Patrick Lebeau, Chris Lindberg, Eric Lindros, Kent Manderville, Adrien Plavsic, Dan Ratushny, Sam St. Laurent, Brad Schlegel, Wally Schreiber, Randy Smith, Dave Tippett, Brian Tutt och Jason Woolley - Ishockey.

### Brons
- Myriam Bédard - Skidskytte, 15 kilometer distans.
- Isabelle Brasseur och Lloyd Eisler - Konståkning.